# کاتالیا اوپازیلا
کاتالیا اوپازیلا (به لاتین: Kathalia Upazila) یک منطقهٔ مسکونی در بنگلادش است که در ناحیه جلوکاتی واقع شده‌است. کاتالیا اوپازیلا ۱۵۲٫۰۸ کیلومتر مربع مساحت و ۱۲۳٬۲۹۸ نفر جمعیت دارد.